# Берт Ригби, ты — дурак
«Берт Ригби, ты — дурак» — кинофильм, комедийный мюзикл 1989 года режиссёра Карла Райнера.

## Сюжет
Берт Ригби живёт в маленьком городке Ленгморе, где большинство людей зависит от терпящей плохие времена горнодобывающей компании. Берт решает из шахтёров податься в шоу-бизнес, и он присоединяется к труппе бродячих артистов, выступая за 50 долларов. Однажды Берт получает предложение от одного голливудского продюсера.

## В ролях
- Роберт Линдси — Берт Ригби
- Робби Колтрейн — Сид Трэмпл
- Кэтрин Брэдшоу — Лорел Пеннингтон
- Джеки Гейл — Ай Ай Перлестейн
- Бруно Кёрби — Кайл Дефорест
- Корбин Бернсен — Джим Ширли
- Энн Бэнкрофт — Мередит Перлестейн
- Лиз Смит — миссис Ригби
- Моник Ноэль — подруга Джима Ширли
- Джули Оу — кассирша

## Номинации и награды
- 1990 — номинация на премию «Золотая малина» в категории «Худшая женская роль второго плана» (Энн Бэнкрофт).

## Отзывы
Картина получила преимущественно негативные отзывы кинокритиков. На сайте Rotten Tomatoes у фильма 40% положительных рецензий на основе 5. Кинокритик Роджер Эберт оценил фильм в 2 звезды из 4-х.